# 2008 CK70
2008 CK70 (cũng được viết 2008 CK70) là một tiểu hành tinh gần Trái Đất thuộc nhóm Apollo. Trong năm 2013, nó có rủi ro va chạm cao thứ 7 trong thang Palermo. Nó được nhóm nghiên cứu tiểu hành tinh gần Trái Đất (LINEAR) của Phòng thí nghiệm Lincoln phát hiện vào ngày 9 tháng 2 năm 2008 với cấp sao biểu kiến là 19,0 khi sử dụng kính viễn vọng phản xạ 1,0 mét (39 in). Nó có đường kính ước tính 31 mét (102 ft)  và không đủ lớn để đủ điều kiện là vật thể có khả năng gây nguy hiểm. Mười hình ảnh khám phá từ tháng 1 năm 2008 đã được định vị. Nó đã bị xóa khỏi Bảng rủi ro Sentry vào ngày 21 tháng 12 năm 2013. Có thể tìm lại được tiểu hành tinh này vào cuối tháng 9 năm 2017, nhưng nó sẽ chỉ có cấp sao biểu kiến khoảng 22.
Nó có cung quan sát 35 ngày với tham số không chắc chắn là 6. Sự nhiễu loạn của Trái Đất và Sao Kim sẽ làm tăng độ không chắc chắn quỹ đạo theo thời gian. Khi tiểu hành tinh này chỉ có cung quan sát 5 ngày, các bản sao ảo của tiểu hành tinh phù hợp với vùng không chắc chắn trong quỹ đạo đã biết cho thấy khả năng 1/2.700 là tiểu hành tinh này có thể va chạm với Trái Đất vào ngày 14 tháng 2 năm 2030. Với giá trị thang Palermo năm 2030 là -2,94, tỷ lệ va chạm của 2008 CK70 vào năm 2030 thấp hơn khoảng 870 lần so với mức độ nguy hiểm nền của các va chạm Trái Đất được xác định là rủi ro trung bình do các vật thể cùng kích thước hoặc lớn hơn gây ra  qua các năm cho đến ngày có va chạm tiềm năng. Sức mạnh của một vụ nổ trong không trung như vậy sẽ ở đâu đó giữa thiên thạch Chelyabinsk và sự kiện Tunguska tùy thuộc vào kích thước thực tế của tiểu hành tinh. Sử dụng quỹ đạo danh nghĩa, JPL Horizons cho thấy tiểu hành tinh sẽ cách Trái Đất khoảng 0,08 AU (12.000.000 km; 7.400.000 mi) vào ngày 14 tháng 2 năm 2030. Vào ngày 19 tháng 5 năm 2031, tiểu hành tinh có thể bay ngang qua Sao KIm ở khoảng cách 0,0088 AU (1.320.000 km; 820.000 mi).